# ليو بورتر
ليو بورتر (بالإنجليزية: Lew Porter)‏ هو ملحن وكاتب أغاني أمريكي، ولد في 4 فبراير 1892، وتوفي في 29 يناير 1956.

## وصلات خارجية
- ليو بورتر على موقع IMDb (الإنجليزية)
- ليو بورتر على موقع ميوزك برينز (الإنجليزية)
- ليو بورتر على موقع ديسكوغز (الإنجليزية)
- ليو بورتر على موقع قاعدة بيانات الفيلم (الإنجليزية)